# Kanda (fiume)
Il Kanda (神田川?, Kandagawa) è un fiume del Giappone. Scorre per 24,6 km dal parco di Inokashira fino ad incrociare il Sumida.